# Sorex navigator
Sorex navigator — вид комахоїдних ссавців з родини мідицевих (Soricidae).

## Таксономічні примітки
відділена від S. palustris; включає S. alaskanus.

## Географічне поширення
Канада, Сполучені Штати Америки (у т. ч. Аляска).